# Tatsuhiko Kubo
Tatsuhiko Kubo (Fukuoka, 18. lipnja 1976.) japanski je nogometaš.

## Klupska karijera
Igrao je za Sanfrecce Hiroshima, Yokohama F. Marinos, Yokohama FC i Zweigen Kanazawa.

## Reprezentativna karijera
Za japansku reprezentaciju igrao je od 1998. do 2006. godine. Odigrao je 32 utakmice postigavši 11 pogodaka.
S japanskom reprezentacijom Tatsuhiko Kubo je igrao na Azijskom kupu 2000. i Kupa konfederacija 2001.

## Statistika
| Japan  | Japan | Japan |
| Godina | Nast. | Gol.  |
| ------ | ----- | ----- |
| 1998.  | 1     | 0     |
| 1999.  | 1     | 0     |
| 2000.  | 5     | 0     |
| 2001.  | 2     | 0     |
| 2002.  | 5     | 0     |
| 2003.  | 3     | 2     |
| 2004.  | 9     | 6     |
| 2005.  | 0     | 0     |
| 2006.  | 6     | 3     |
| Ukupno | 32    | 11    |

## Vanjske poveznice
- National Football Teams
- Japan National Football Team Database